# Johann Georg Halske
Johann Georg Halske (Hamburg, 1814. július 30. – Berlin, 1890. március 18.) társalapítója az elektrotechnika terén világhírű Siemens és Halske cégnek.

## Élete
Szüleivel 15 éves korában Berlinbe költözött és mechanikusnak készült, később Hamburgban Repsoldnál a művezetőségig vitte. 1844. július 1-jén Berlinben Bötticher társaságában mechanikai műhelyt nyitott, mely főleg a Mitscherlich tanár laboratóriumában szükségelt kémiai készülékek készítésével foglalkozott. 1845-ben részt vett a berlini fizikai társulat alapításában, 1846-ban megismerkedett Werner von Siemens-szel, aki akkor tüzérhadnagy volt, és vele 1847. október 1-jén megalapította a Siemens és Halske telegráfkészítő céget, melyből csak 1867-ben lépett ki. A berlini műipari múzeum alapításában és fejlesztésében is jelentékeny része volt; 1867-ben ezen intézet választmányi tagjának, 1881-ben pedig második helyettes elnökének választották.